# Christopher Rocchia
Christopher Rocchia (ur. 1 lutego 1998 w Marsylii) – francuski piłkarz występujący na pozycji obrońcy we francuskim klubie Dijon FCO, do którego przeszedł w 2021 z Olympique Marsylia. W trakcie swojej kariery grał także w Sochaux.